# Skid Row (ирландская группа)
Это статья об ирландской группе. Об американской группе с таким же названием см. Skid Row
Skid Row — ирландская блюз-роковая группа конца 1960-х — начала 1970-х годов, созданная Брэндэном «Brush» Шилсом. Группа была практически неизвестна за пределами Ирландии и Великобритании. Тем не менее Skid Row оказала заметное влияние на ирландский блюз-рок. Группа Skid Row примечательна участием в ней Фила Лайнотта и Гэри Мура.

## История
Группа была создана в 1968 году в Дублине. В состав группы вошли: бас-гитарист Браш Шилс, барабанщик Ноэль Бриджмэн, гитарист Бернард Чиверс и Фил Лайнотт, исполнявший вокальные партии. В 1969 году Чиверса сменил 16-летний Гэри Мур. В таком составе группа выпустила сингл Misdemeanour Dream Felicity/New Places, Old Faces на лейбле Song Records. Это единственная запись Линота в составе Skid Row. В том же году Лайнотт покидает группу и создаёт свой проект Thin Lizzy. Вокальные партии берёт на себя Гэри Мур. В таком составе группа записывает второй сингл Saturday Morning Man/Mervyn Aldridge. Эти два сингла и три песни, записанные на BBC были выпущены в виде альбома под названием «Live and on Song» в 2006 году.
Skid Row в тот период играли в первом отделении перед группой Fleetwood Mac. Стиль игры гитариста этой группы Питэра Грина повлиял на Гэри Мура. Грин в свою очередь также отметил способности молодого гитариста и порекомендовал его записывающей компании «Columbia».
В октябре 1970 года группа записывает альбом «Skid». Альбом достиг 30-й позиции в британских чартах. Второй альбом 34 Hours вышел через год. Он получил такое название из-за того, что был записан за 34 часа студийного времени.
Мур покинул группу в декабре 1971 года. На его место взяли гитариста Пола Чапмэна. В июле следующего года Чапмэн покидает группу (позднее он играл в UFO и Thin Lizzy). Вскоре Skid Row прекращает существование. Оставшийся материал был выпущен в 1990 1991 годах.
В 1987 году Гэри Мур продал права на название американской металлической группе Skid Row за $35 000. Шилс сказал по этому поводу, что ему не нравится группа, которая украла их имя.

## Дискография
- 1970 — Skid
- 1971 — 34 Hours
- 1976 — Alive & Kicking
- 1990 — Skid Row (a.k.a. Gary Moore, Brush Shiels, Noel Bridgeman) (записано в конце 1971)
- 2006 — Live and on Song